# تپه ده‌بنه
تپه ده بنه در شهرستان بیجار، بخش چنگ الماس، روستای زینل واقع شده و این اثر در تاریخ ۱۰ دی ۱۳۸۱ با شمارهٔ ثبت ۶۸۰۷ به‌عنوان یکی از آثار ملی ایران به ثبت رسیده است.